# Zhubni!
Zhubni! (v originále Thinner) je americký hororový film z roku 1996 režiséra Toma Hollanda. Scénář k snímku napsali Michael McDowell a Tom Holland. Film je založen na stejnojmenném románu Stephena Kinga z roku 1984. Hlavní role ve filmu ztvárnili Robert John Burke, Joe Mantegna, Lucinda Jenney, Michael Constantine, Kari Wührer a Bethany Joy Lenz. Stephen King se ve filmu krátce mihne v cameo roli jako lékárník Bangor.

## Děj
Sebevědomý právník Billy Halleck (Robert John Burke) má jedinou opravdovou starost: jak se zbavit nadváhy. Tři sta liber (136 kilogramů) je totiž opravdu na pováženou.
Billy jednoho dne z vlastní nepozornosti zabije autem starou cikánku, která přijela do města s poutí. Jelikož soudce i šéf policie jsou jeho dobrými známými, je událost označena za pouhou nehodu. Více než stoletý otec zabité ženy má však na věc jiný názor. Uvalí na Billyho kletbu, po které začne právník nepochopitelně hubnout.
Muž pochopí, že ho čeká krutá smrt vyčerpáním. Lékaři ani vydatná jídla nepomáhají, a tak Billymu nezbude než cikána vyhledat a přimět ho, aby z něj kletbu sejmul. To však nebude tak jednoduché.
Naštěstí má Billy dobrého přítele, mafiána Richieho "Hammer" Ginelliho (Joe Mantegna).